# African Bach
African Bach is een muziekalbum van Rick Wakeman uit 1991.
Met dit album gaf Wakeman zijn visie weer over het zuiden van Afrika; in eerste instantie Zuid-Afrika maar ook landen die in dezelfde omstandigheden zaten (track Liberty: I’m dreaming of a lifetime freedom). Het album is opgenomen in Wraysbury (Studio House) en Swaziland. Voor de opnamen gebruikte hij weer enige oude vrienden uit de muziekwereld, die eerder met hem hadden gespeeld. Na zijn New agemuziek was dit voor de meer rock-ingestelde fans een verademing; ook Wakeman zelf was er over te spreken (en dat is bij andere albums niet altijd het geval). New age is soms echter niet ver weg (track 3).
Op zijn eigen website schreef Wakeman dat gedurende de opnamen in Swaziland er ook een videofilm is opgenomen; deze is tot op heden echter nergens teruggevonden.

## Musici
- Rick Wakeman – toetsinstrumenten
- David Paton – basgitaar
- D’zal Martin – gitaar
- Ashley Holt – zang
- Tony Fernandez – slagwerk
- een niet nader genoemd Zuid-Afrikaans koor.

## Tracklist
Allen van Wakeman

| Nr. | Titel                       | Duur |
| --- | --------------------------- | ---- |
| 1.  | African Bach                | 3:52 |
| 2.  | Message of mine             | 2:56 |
| 3.  | My homeland                 | 4:12 |
| 4.  | Liberty                     | 5:14 |
| 5.  | Anthem                      | 6:03 |
| 6.  | Brainstorm                  | 4:13 |
| 7.  | Face in the crowd           | 4:16 |
| 8.  | Just a game                 | 4:07 |
| 9.  | Africa East                 | 5:41 |
| 10. | Don’t touch the merchandise | 4:35 |